# Pleopeltis monoides
Pleopeltis monoides é uma espécie de  planta do gênero Pleopeltis e da família Polypodiaceae. 

## Taxonomia
A espécie foi descrita em 2009 por Alexandre Salino. 
O seguinte sinônimo já foi catalogado:  
- Polypodium monoides  Weath.

## Forma de vida
É uma espécie epífita, rupícola, terrícola e herbácea. 

## Descrição
Planta rupícola ou terrícola. Caule curto-reptante com escamas castanha,
ovado-lanceolada com ápice acuminado e margem com dentes esparsos. Folhas de 13-32
cm de comprimento, pinatífida a pinada. Pecíolo curto, escamoso com escamas castanha,
gonfóide, base orbicular, ápice filiforme, com dentes esparsos. As folhas têm lâmina linear-lanceolada
com base reduzida gradualmentea. Raque escamosa, escamas castanha, gonfóide,
base orbicular, ápice filiforme, com dentes esparsos. As pinas têm 24 a 40 pares
com aurícula e aeróforo, linear-oblonga a oblonga com ápice atenuado, margem verde
e inteira. Face adaxial com escamas esparsas, escamas castanha, gonfóide, base
orbicular, ápice filiforme, com dentes esparsos. Face abaxial esparsamente escamosa,
escamas castanha, gonfóide, base orbicular, ápice filiforme, com dentes
esparsos. Soros com 6-9 pares superficiais e medianos  

## Conservação
A espécie faz parte da Lista Vermelha das espécies ameaçadas do estado do Espírito Santo, no sudeste do Brasil. A lista foi publicada em 13 de junho de 2005 por intermédio do decreto estadual nº 1.499-R. 

## Distribuição
A espécie é endêmica do Brasil e encontrada nos estados brasileiros de Bahia, Espírito Santo, Minas Gerais e Rio de Janeiro. 
A espécie é encontrada no domínio fitogeográfico de Mata Atlântica, em regiões com vegetação de campos de altitude, pradaria, campos rupestres, mata ciliar, floresta estacional semidecidual e floresta ombrófila pluvial.